# Carolina Hurricanes
Los Carolina Hurricanes (en español, Huracanes de Carolina) son un equipo profesional de hockey sobre hielo de los Estados Unidos con sede en Raleigh, Carolina del Norte. Compiten en la División Metropolitana de la Conferencia Este de la National Hockey League (NHL) y disputan sus partidos como locales en el PNC Arena.
El equipo fue fundado en 1972 en la desaparecida World Hockey Association (WHA) como New England Whalers y tenía su sede en Hartford, Connecticut. En 1979 los Whalers se unieron a la NHL y cambiaron su nombre por el de Hartford Whalers.

## Historia de la franquicia

### Hartford Whalers

#### Traslado de Connecticut a Carolina del Norte

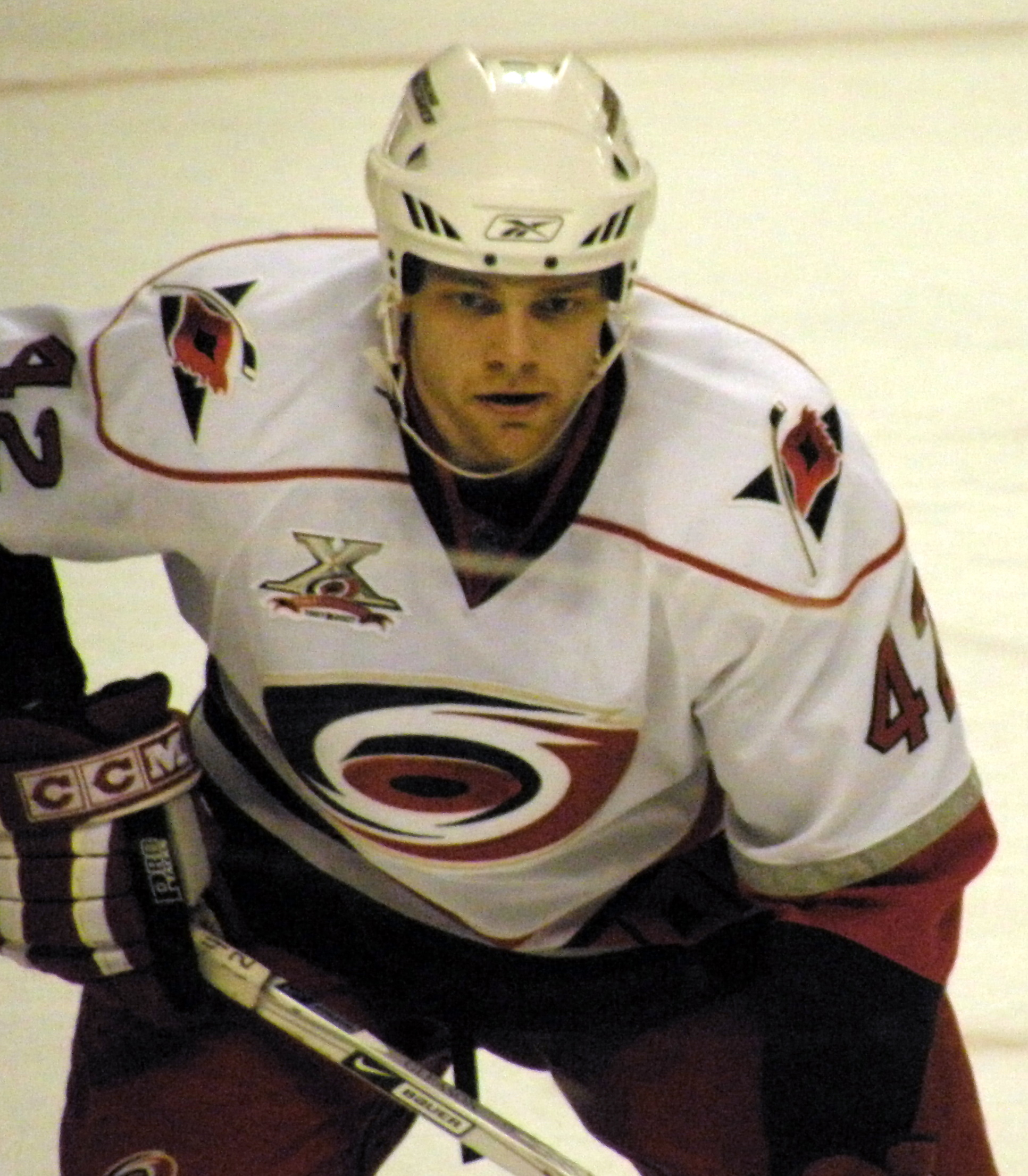
Tim Gleason, jugador de los Hurricanes.

Los orígenes del equipo se encuentran en la anterior franquicia, los Hartford Whalers. Fundados como New England Whalers en 1972, comenzaron como uno de los primeros equipos de la World Hockey Association siendo uno de los principales equipos de la liga y, tras la desaparición de la misma, uno de los cuatro clubes que entraron en la National Hockey League trasladándose a Hartford (Connecticut). Sin embargo, el club no tuvo la misma suerte en la NHL y, salvo un Campeonato de División en 1986-87, ostentaron malas posiciones. El último año en que los Whalers obtuvieron el pase a playoff fue en 1992.
En marzo de 1997 el propietario de los Whalers, Peter Karmanos, anunció el traslado de la franquicia al término de la temporada 1996-97, alegando como principales razones la imposibilidad de negociar la construcción de un nuevo estadio en Hartford. En el mes de julio, Karmanos anunció que el equipo se marcharía a Carolina del Norte. La nueva franquicia sufre una remodelación completa, pasando a llamarse Carolina Hurricanes y cambiando sus colores tradicionales por el rojo y negro.

### Carolina Hurricanes

#### Los primeros años
El nuevo equipo tendría como base un nuevo estadio, el Entertainment and Sports Arena (Actual RBC Center) que estaría situado en la capital de Carolina del Norte, Raleigh. Sin embargo, el pabellón no se completó a tiempo hasta 1999 y debido a que el otro estadio disponible en la capital del Estado no estaba en condiciones, los Hurricanes tuvieron que jugar durante las dos primeras temporadas en el Greensboro Coliseum de Greensboro, a noventa minutos de Raleigh. La lejanía del nuevo estadio y la poca cobertura mediática que tuvo el equipo en su Estado provocó que los Hurricanes no contasen con el suficiente apoyo popular durante las primeras temporadas. En la temporada 1997-98 el equipo fue el último de su división.
Para la siguiente campaña los Hurricanes redujeron la capacidad del estadio y ficharon varios jugadores, entre ellos el capitán de los extintos Whalers Ron Francis. Esa temporada el club fue campeón de su división y se clasificó para playoff, aunque cayeron en primera ronda ante los Boston Bruins. A partir de 1999-2000 los Hurricanes jugarían en Raleigh, toda vez que el Entertainment and Sports Arena ya había sido inaugurado, pero no alcanza la fase final del campeonato.
A partir del 2000 los Hurricanes logran una buena racha de juego y consiguen asentarse deportivamente como uno de los equipos referentes de Carolina del Norte, obteniendo así un mayor apoyo popular. Tras terminar en la temporada 2000-01 segundos de su división y ser eliminados en primera ronda de playoff por los New Jersey Devils, en la campaña 2001-02 Carolina consigue ser campeona de su división, y tras superar las rondas de los playoff llega a la Final de la Stanley Cup, donde cayeron ante los Detroit Red Wings. 
Las dos siguientes temporadas los Hurricanes no lograron clasificarse para los playoff. En la campaña 2002-03 el club obtuvo su peor temporada en la liga regular mientras que en la siguiente estuvieron cerca de clasificarse hasta el tramo final de temporada. En estos dos malos años para el equipo se consiguió fichar en el draft al jugador Eric Staal, que años más tarde se convertiría en la estrella del club.

#### Campeones de la Stanley Cup (2005)
La huelga que paralizó la temporada 2004-05 trastocó los planes de los equipos de la NHL, pero los Hurricanes consiguieron comenzar la siguiente campaña 2005-06 como una de las mayores sorpresas del campeonato. Finalizaron la temporada regular con 55-22-8 (55 victorias, 22 derrotas y 8 empates) y 112 puntos, batiendo el récord de la historia de la franquicia, lo cual les sirvió para terminar como campeones de su división y segundos en la Conferencia Este, a un punto de los Ottawa Senators. Asimismo, fue el primer año en la historia de los Hurricanes en la que la franquicia registraba beneficios.
En los playoff, tras perder sus dos primeros partidos en la primera ronda contra los Montreal Canadiens, el entrenador Laviolette decidió hacer debutar a Cam Ward en la portería, cuyas actuaciones ayudaron a que los Hurricanes remontaran la serie a 4-2. Tras vencer a los New Jersey Devils en la siguiente ronda, el equipo se enfrentó a unos Buffalo Sabres tocados por las lesiones, logrando su pase a la final de la Copa Stanley en seis partidos (4-2).
En la final Carolina se enfrentó a los Edmonton Oilers en un partido que suponía la primera vez en la historia que dos franquicias procedentes de la extinta WHA se enfrentaban por el título. En el primer partido los Hurricanes remontaron un 3-0 para vencer por 5-4, y la tónica de igualdad se mostró cuando ambos conjuntos llegaron a tener que disputar un séptimo y definitivo partido. Finalmente, y con una victoria en casa por 3 goles a 1, Carolina Hurricanes se hizo con la primera Stanley Cup de su historia, y la primera vez que un equipo de Carolina del Norte ganaba una de las Grandes Ligas de Estados Unidos. De esa plantilla solo quedaba un jugador de los extintos Whalers que permaneció en Carolina desde el traslado, Glen Wesley.

#### Actualidad
Tras su victoria, los Hurricanes no pudieron defender su título en unos playoff ya que, al terminar terceros en su división y undécimos en su Conferencia en 2007, no lograron clasificarse. La siguiente temporada Carolina tuvo opciones de clasificarse y terminar primeros de su conferencia, pero en la última jornada perdieron esa condición ante los Washington Capitals, que se proclamaron campeones de la División. Carolina terminó segunda de División y novena en la Conferencia, por lo que no logró su pase.

## Estadio
Carolina juega sus partidos como local en el RBC Center, un pabellón que cuenta con capacidad para 19.000 personas en hockey y que acogerá el All-Star Game 2011. También cuenta con un campo de baloncesto en el que juegan los NC State Wolfpack de la NCAA.
Durante las dos primeras temporadas de la franquicia en Carolina del Norte el equipo jugó en el Greensboro Coliseum de Greensboro, pabellón cuyo principal inconveniente era la mala accesibilidad para los aficionados y la lejanía con respecto a la sede originalmente planteada en Raleigh.

## Palmarés

### Equipo
- Stanley Cup: 1 (2005-06)
- Prince of Wales Trophy: 2 (2001-02, 2005-06)

### Individual
- Conn Smythe Trophy: Cam Ward (2005-06)
- Frank J. Selke Trophy: Rod Brind'Amour (2005-06, 2006-07)
- King Clancy Memorial Trophy: Ron Francis (2001-02)
- Lady Byng Memorial Trophy: Ron Francis (2001-02)
- Lester Patrick Trophy: Peter Karmanos (1997-98)